# Novela sentimental
La novela sentimental es un subgénero literario histórico que se desarrolla entre el final de la Edad Media siglo XV y el Renacimiento de la primera mitad del siglo XVI. Se incluye dentro del género épico o narrativo y se compone en prosa con versos largos en la literatura intercalados, a veces en forma epistolar; posee temática amorosa, frecuentemente dentro de las leyes del llamado amor cortés.

## Origen
Surge a mediados del siglo XV; algunos de los elementos externos proceden de los libros de caballerías, como la caracterización de los protagonistas y algunos episodios concretos como el de Beltenebros del Amadís de Gaula. Otro elemento configurante es la retórica de la lírica cancioneril con su visión del amor cortés. Debajo de las finuras del estilizado amor cortés se esconden violentas pulsiones sexuales, que cuando se ven frustradas provocan conflictos tales que conducen a los héroes a vivir como fieras en terrenos desérticos. Prácticamente terminada la Reconquista en el siglo XV, acaece la crisis de los ideales guerreros medievales y es preciso sustituirlos por otros de naturaleza cortesana. El guerrero pasa a un segundo plano reemplazado por el cortesano.
Frente a Marcelino Menéndez Pelayo, que define al género por su temática amorosa, su heterogeneidad estructural ha sido señalada por Carmelo Samonà como muestra de que no constituye un género separado de cualquier otra ficción amorosa. Pero el género no se presenta heterogéneo ni falto de uniformidad, sino que posee unos rasgos característicos y elementos comunes: son narraciones cortas frente a las ficciones caballerescas, mucho más extensas y en cierto modo opuestas en cuanto a sus arquetipos, que plantean situaciones de un curioso sadomasoquismo: el guerrero inflexible, fuerte y cruel es sin embargo un rendido, pusilánime y blando amante completamente entregado al amor de una dama. Se analizan aspectos emocionales de la relación amorosa; no se fijan en acciones externas; utilizan los códigos literarios del amor cortés: divinización de la amada a la que el amante es siempre inferior; la novela se desarrolla en un marco social elevado de nobles y de reyes; el final es siempre trágico y desdichado; se da prioridad al sentimiento sobre la razón; la heroicidad sentimental del amante viene dada por su suicidio o su destierro; las novelas poseen un contenido feminista plenamente renacentista; los hechos se suelen situar en lugares alejados (Escocia, Hungría) y en sitios tenebrosos como cárceles o castillos; existe una mínima narración, pero falta la descripción: no aparece la realidad cotidiana ni la descripción costumbrista y el mundo es noble e idealizado; como consecuencia de todo lo anterior, predomina un absoluto subjetivismo; el cronotopo no sufre modificaciones y es estático y los personajes aparecen siempre iguales: la atemporalidad narrativa más obvia preside estos relatos.

## Evolución
La evolución diacrónica del género entre Padrón y Juan de Flores es la siguiente. En el Siervo el mundo caballeresco es aún muy importante, existe consumación carnal, lo que es propio de los libros de caballerías. El caballero es el centro de la pasión amorosa de dos damas, aunque esta concepción inicial se ve modificada más tarde. Las ideas caballerescas se van paulatinamente transformando en Diego de San Pedro, que las considera anacrónicas, por lo que da a sus novelas un tinte más moderno que culmina con Juan de Flores que transforma el duelo violento en duelo verbal, sublimando lo cortés.
La visión de la mujer se transforma progresivamente hacia su humanización, de manera que pasan a ser sujetos y no sólo objetos de amor; existe una evolución y progresiva tendencia hacia la autobiografía; la alegoría registra un proceso inverso al anterior, pasando de una perfección a su derrumbamiento; la forma epistolar también va declinando y las fórmulas literarias evolucionan desde el tratadismo y aspectos didácticos de los que la novela es la excusa, así que ese deseo instructor disminuye conforme avanza el género y se va insertando en la acción. En las primeras obras la acción es una sola, mientras que Juan de Flores unifica dos acciones en sus novelas, siendo el debate una de ellas. El realismo consiste no en describir la vida diaria, sino en hacer verosímil la narración de las pasiones. El estilo es el usual en el siglo XV, con su morfosintaxis latinizante y el empleo de abundantes figuras retóricas. Las dos novelas de Flores, las mejores de la novela sentimental, suponen la superación de gran parte de los lastres retóricos y de las vacilaciones narrativas de sus predecesores, desaparece el didactismo, las alegorías y las disgregaciones. Se consolida la unidad y se multiplican las acciones, reafirmándose la autobiografía y la trabazón novelesca. La novela sentimental española está formada por un conjunto de narraciones cortas, que proponen modelos de actuación desde presupuestos de amor cortesano con aspiraciones a presentar valores ejemplares universales. El ambiente es siempre aristocrático, el lugar geográfico extraño y exótico, las viviendas misteriosas o luctuosas. Las alusiones clásicas o latinizantes se emplean para dar un tono cultural elevado. El móvil es la pasión amorosa, a cuya satisfacción se dirige la acción dentro de los convencionalismos del amor cortés. Algunas de las novelas sentimentales fueron auténticos «best-seller» como la Cárcel de amor o las dos obras de Juan de Flores, e influyeron en otras obras francesas, italianas e inglesas. En la literatura española tiene una interesante influencia, pues de ellas deriva la poesía pastoril, su influjo se nota en algunas novelitas intercaladas en el Don Quijote.
Otra de las repercusiones posteriores fue la reflexión de las emociones humanas como la empatía y reflexionando sobre lo difícil de una relación.
Además de que inspiró otras formas de arte como el cine y la música tratando temas emocionales similares.
Por último, la novela sentimental ayudó a la evolución de la novela romántica al empezar a hablar de sentimientos.

## Trayectoria del género y representantes
Empezaron el género Juan Rodríguez del Padrón o de la Cámara (Siervo libre de amor, c. 1440) y la Sátira de felice e infelice vida (hacia 1453) del Condestable don Pedro de Portugal (1429–1466), dirigida a su hermana, la reina Isabel, traducida del portugués. En esta ficción sentimental el autor lamenta su desgracia amorosa. Tres virtudes teologales y cuatro cardinales equiparan a la princesa con damas virtuosas del pasado. Piedad reconforta al lloroso amante.
También puede considerarse inicial Triste deleitación (h. 1465), del enigmático catalán F. A. D. C. (¿[Fra] Artal de Claramunt?), que refleja la política aragonesa de su época: un enamorado escribe a su señora por medio de una madrina y un amigo (Eº, Sª, Mª y Aº, en el texto). Cuando Eº marcha a la guerra, Sª admite su amor y los consejos de Mª. El escándalo los separa: Eº recorre Barcelona y un infierno de enamorados, entre jueces y alegorías que reconocen su lealtad. De súbito, en su casa descubre que Sª ha entrado en un convento.
El género llega a su madurez con las obras de Diego de San Pedro y Juan de Flores. Del primero son Tratado de amores de Arnalte y Lucenda (1491) y Cárcel de amor (1492), considerada esta última la obra maestra del género. En la primera Belisa, hermana del tebano Arnalte, logra que Lucenda acepte sus cartas, pero esta se casa con el falso Elierso, a quien Arnalte matará en duelo. Cuando él proponga matrimonio a Lucenda, la familia de ella la enclaustrará en un convento. Veintiuna coplas reales exaltan a la reina Isabel y casi cincuenta narran las Siete angustias de Nuestra Señora. En la segunda, la famosísima en su época Cárcel de amor, el macedonio Leriano, desde una cárcel alegórica, logra del Autor que la princesa Laureola corresponda a su carta. Denunciada por el celoso Persio, a quien vencerá el Autor, es condenada a muerte y rescatada por Leriano, que, rechazado, se deja morir, elogiando a las mujeres, tras beber las cartas de su amada disueltas en agua. Nicolás Núñez, poeta cancioneril del ámbito valenciano del que se sabe muy poco, continuó Cárcel de amor con fortuna, de suerte que se imprimió junto a su modelo: el Tratado que hizo Niculás Núñez sobre el que Sant Pedro compuso de Leriano y Laureola llamado Cárcel de amor (Burgos, 1496).
El Breve tratado de Grimalte y Gradisa y la Historia de Grisel y Mirabella, ambas de Juan de Flores y publicadas en torno al año 1519, supusieron la culminación de la novela sentimental. En la Historia de Grisel y Mirabella (h. 1475–1485), cierta ley escocesa condenaba a muerte al amante más culpable de la relación con el otro. Defendida la princesa Mirabella por Brazaida, y Grisel por el poeta Torrellas (abanderado de la corriente misógina), resulta culpable aquella. Grisel ofrece su vida, pero ella muere de dolor, arrojándose a unos leones que su padre guardaba en un patio. Brazaida la venga, seduciendo a Torrellas para matarlo cruelmente ayudada de las damas de la corte. Grimalte y Gradissa (a. 1486), basada en un episodio de Boccaccio, muestra el fracaso de aquel al reconciliar a Fiometa —que muere de dolor— con Pánfilo. Así, concluida su relación con Gradissa, marcha como penitente a Asia, acompañando a un Pánfilo torturado por la visión de Fiometa condenada.
A partir de 1495 la novela sentimental entra en declive, escribiéndose la Repetición de amores (1486–1497), de Luis de Lucena, recuerdo de una lección universitaria: despreciado por su amada, Lucena ofrece un discurso o repetición cuajado de exempla del mundo clásico o medieval sobre las calamidades del amor, la imperfección de la mujer y la virtud y mérito del hombre, centrado en el ejercicio militar. También pertenece a esta etapa la continuación de la Cárcel de amor de Nicolás Núñez, del año 1496, en forma de sueño en que los amantes se justifican; las dos obras se imprimen juntas. La Penitencia de amor (1499) es del aragonés Pedro Manuel de Urrea. La Cuestión de amor (1513) es anónima y en realidad es una novela de tipo histórico, pues se centra en el valenciano Flamiano, que ama a Belisena y escribe a Vasquirán para confesarle que no es correspondido. La guerra con el rey de Francia hace que Flaminio sirva a Carlos I y muera en Ravena. El Veneris tribunal de 1537. Puede considerarse como la última obra del género el Proceso de cartas de amores (1548), una novela epistolar de Juan de Segura.